# Afon Tanat
Afon Tanat är ett vattendrag i Storbritannien.   Det ligger i riksdelen Wales, i den södra delen av landet, 250 km nordväst om huvudstaden London.